# 멜버른 대학교
멜버른 대학교(The University of Melbourne)는 오스트레일리아 빅토리아주 멜버른 도심에 인접한 파크빌(Parkville) 지역에 본부 및 주요 캠퍼스를 두고 있는 세계적인 명문 국립 대학이다.

## 개요
1853년에 설립되어 2005년 5월 창립 150주년을 맞이한 멜버른 대학교는 오스트레일리아에서 권위 있는 대학 교육 기관으로 알려져 있으며, 세계 대학 랭킹에서도 상위권에 랭크되어 있다. 국가의 교육과 연구 분야에서 아주 중요한 역할을 하며 두명의 노벨상 수상자와 세명의 수상, 법무장관 네명 등 역사적 인물을 많이 배출하고 있다. 2024년 QS World University Rankings에 선정한 세계 대학 순위에 따르면, 본 대학은 14위에 오스트레일리아에서 국내 1위로 평가되었다. 또한, 《큐에스 월드 유니버시티 과목별 랭킹 2023》에 따르면, 멜버른 대학교 과목별 순위는 세계적으로 더 높은 명성을 차지하고 있으며 교대 12위, 법대 11위, 의대 24위, 치대 36 그리고 공대가 50위로 평가되는듯 여러 과목에서 세계 최고의 대학 기관들과 나란한 위치를 차지하고 있다.
이 대학은 오스트레일리아의 네트워크뿐만 아니라, 해외의 최상위에 있는 대학과 교환 학생 프로그램 등을 포함한 공동연구와 인적교류를 추진하고 있으며, 전문 분야에서 다양한 연구를 통해 학술적으로도 세계적으로 높은 평가를 받고 있어, 업계와 정부기관과 밀접한 협력 관계를 유지하고 있다. 약 3만 5천명의 학생 가운데 8천 명이 넘는 유학생이 세계 100개국에서 모인 세계 유수의 국제대학이다. 또한 학교가 위치한 멜버른은 런던, 뉴욕, 파리에 이어 세계에서 가장 많은 학생이 재학하는 유수한 국제 학술 도시이다.

## 학부과정
참조: The University of Melbourne handbook
멜버른 대학교는 2010년에 대대적으로 학부의 종류를 줄였다. 현재 멜버른 대학교는 호주의 대부분의 학교와는 다르게 적지만 특화된 학부과정을 제공한다. 멜버른 학교의 학부는 총 9개로 아래와 같다.
·        인문학부
·        농경학부
·        생체의학부
·        경영학부
·        디자인학부
·        예술학부
·        음악학부
·        구강보건학부
·        자연과학/공학부

## 같이 보기
- 오스트레일리아의 대학 목록